# El amor perjudica seriamente la salud
El amor perjudica seriamente la salud es una película española de 1996 dirigida por Manuel Gómez Pereira.

## Sinopsis
La película se centra en el año 1965. Diana (Penélope Cruz), una fanática de los Beatles, se muere de ganas por conocerlos, por lo que seduce a Santi (Gabino Diego), el portero del hotel donde se aloja el grupo, pero esto se convierte después en una historia de amor que no se romperá con el paso del tiempo. Años más tarde, la pareja se vuelve a encontrar en la actualidad, momento en el que Diana es interpretada por Ana Belén y Santi por Juanjo Puigcorbé.

## Reparto
| Intérprete               | Personaje               |
| ------------------------ | ----------------------- |
| Ana Belén                | Diana Balaguer          |
| Juanjo Puigcorbé         | Santi Garcia            |
| Gabino Diego             | Santi joven             |
| Penélope Cruz            | Diana Balaguer joven    |
| Carles Sans              | Vittorio Raimondi       |
| Lola Herrera             | María Luisa             |
| Laura Conejero           | María José              |
| Luis Fernando Alvés      | Gonzalo                 |
| Miguel Palenzuela        | José                    |
| Jaime Ruiz Peñas         | Gemelo 1                |
| Víctor Ruiz Peñas        | Gemelo 2                |
| Santi Millán             | Secretario 1            |
| José Corbacho            | Secretario 2            |
| José Antonio Navarro     | Empleado Seguridad      |
| Aitana Sánchez-Gijón     | Modelo                  |
| Ricardo Inglés           | Conserje                |
| Fernando García          | Niño 1                  |
| Álvaro Monje             | Niño 2                  |
| Cesáreo Estébanez        | Dueño Bar               |
| Tomás Gayo               | ATS                     |
| Alfredo Melgar           | Banquero                |
| David Pinilla            | Copiloto                |
| Nuria González           | Azafata                 |
| Luis Perezagua           | Azafato tierra          |
| José Ángel Egido         | Mozo                    |
| Carmen Balagué           | Pasajera                |
| Ana Otero                | Enfermera               |
| Javier Bardem            | Camillero               |
| Cecilia Santiago         | Locutora                |
| Fernando Colomo          | Maître                  |
| Jesús Cisneros           | Ayudante Rey            |
| Julio Silva              | Doble Rey               |
| Pepita Rodrigues         | Doble Reina             |
| Juan José Carbajo        | Doble Principe Felipe   |
| Mario Sociloto           | Doble Rainiero          |
| Peter Hugo               | Doble Carlos Inglaterra |
| Francisco Boira          | Botones                 |
| Manuel Tiedra            | El cantante orquesta    |
| Olga Román               | La cantante orquesta    |
| Bella Bello              | Chica Streap-tease      |
| Maite Conde              | Chica Lennon            |
| Mike Milles              | Lennon                  |
| Anthony Luke             | Mánager                 |
| José Fumanal             | Agente Seguridad 1      |
| Marc Fayet               | Corresponsal TV         |
| Jean-Claude Mino         | Chófer Taxi             |
| Manuel Ibáñez de la Cruz | Agente Seguridad 2      |
| Christian Ledan          | Doble Príncipe Alberto  |
| Jesús Riarán             | Conductor 1             |
| Luis M. Gutiérrez Santos | Conductor 2             |
| Francis Auguy            | Taxista                 |
| Antonio Lemos            | Fotógrafo               |
| Joshean Mauleón          |                         |
| Raphael                  |                         |